# Урман (Иглинский район)
Урма́н (баш. Урман) — село в Иглинском районе Башкортостана. Административный центр Урманского сельсовета. Согласно переписи 2020 года население составляло 2019 человек.

## Географическое положение
Расстояние до:
- районного центра (Иглино): 42 км,
- ближайшей ж/д станции (Урман): 0 км

## История
26 мая 2011 года около 14:30 по уральскому времени произошло возгорание боеприпасов от 100 до 152 калибра на складах, расположенных на территории военной базы, находящейся вблизи села.

## Население
| 1959  | 1970  | 1979  | 1989  | 2002  | 2009  | 2010  | 2012  |
| ----- | ----- | ----- | ----- | ----- | ----- | ----- | ----- |
| 4590  | ↘3527 | ↘2609 | ↗2674 | ↘2504 | ↗2661 | ↗2877 | ↗2899 |
| 2013  | 2014  | 2015  | 2016  | 2017  |       |       |       |
| ↘2838 | ↘2743 | ↘2727 | ↘2697 | ↘2690 |       |       |       |

## Улицы
| - ул. Будённого, - ул. Вокзальная, - ул. Гафури, - ул. Гоголя, - ул. Калинина, | - ул. Кирова, - ул. Ключевая, - ул. Котовского, - ул. Красных Партизан, - ул. Куйбышева, | - ул. Ленина, - ул. Матросова, - ул. Мостовая, - ул. Некрасова, - пер. Почтовый, | - ул. Пушкина, - ул. Салавата, - ул. Советская, - ул. Тукаева, - ул. Тургенева, | - ул. Фрунзе, - ул. Центральная, - ул. Чапаева, - ул. Чехова, - ул. Щорса. |

## Религия
В селе есть православная церковь Сергия Радонежского и мечеть.

## Известные уроженцы
- Бикбаев, Ильдар Зинурович — депутат Государственной думы седьмого созыва.
- Лесунов, Валерий Павлович (1949—2004) — советский и российский организатор авиационного моторостроительного производства.